# Домановский, Ян
 Ян Домановский (ок. 1496, д. Доманово, Подляшское воеводство — 1563) — королевский секретарь (1539), епископ Жемайтский (1555 -1565), возглавлял 1-ю комиссию по разработке Статута ВКЛ 1566.

## Биография
Представитель дворянского рода герба «Любич».
Первоначальное образование получил, предположительно, в Ягеллонском университете (Краков). В последующем получил юридическое и теологическое образование в Италии.
При поддержке королевы Боны Сфорца в 1521 стал канцлером Виленского епископа.
В 1524 настоятель в Ивье.
В 1528 каноник Виленский.
В 1529 настоятель Виленского кафедрального костела, провел его реконструкцию после пожара.
С 1531 Виленский викарий и генеральный официал Виленской капитулы.
Принимал участие в составлении 1-го Виленского Синодального статута (1526).
С 1539 — секретарь великого князя Сигизмунда І, затем его сына Сигизмунда ІІ Августа.
Активно противодействовал расширению Реформации.
В 1540— 1544 участвовал в работе комиссии по определению границы с Ливонией, в 1545 — с Пруссией.
В 1546 посол от Рады ВКЛ к Сигизмунду І по вопросу унификации монет ВКЛ и Польши, определению совместных границ.
В 1551 посол в Ливонию для урегулирования пограничных вопросов. Вероятно, с 1551 возглавлял 1-ю комиссию по разработке Статута Великого княжества Литовского 1566, которая состояла из 5 католиков и 5 православных. Считался одним из наиболее образованных людей своего времени, знатоком права.
С 1555 — епископ Жемайтский (утвержден Папой Римским в 1556). На этой должности во время епархиального Синода в 1556 поддержал налогообложение духовенства в пользу армии в преддверии Ливонской войны.
В 1559— 1561 участвовал во всех важных государственных совещаниях по вопросу присоединения Ливонии к ВКЛ.
28 ноября 1561 принял присягу Готхарда Кетлера (Gotthard Kettler) и представителей Ливонии на верность польскому королю.
По его инициативе Петр Ройзуюш разработал статут Жемайтийской капитулы: «Constitutiones Ecclesiae mednicensis» и «Novelle constitutionis ecclesie mednicensis».